# Кампо ди Ђорђо (Потенца)
Кампо ди Ђорђо (итал. Campo di Giorgio) је насеље у Италији у округу Потенца, региону Базиликата.
Према процени из 2011. у насељу је живело 33 становника. Насеље се налази на надморској висини од 782 м.